# Gymnopilus subsphaerosporus
Gymnopilus subsphaerosporus là một loài nấm thuộc họ Cortinariaceae.